# نيرفيانو
نيرفيانو هي بلدية في الجزء الغربي من مدينة ميلانو الحضرية في منطقة لومباردي الإيطالية، تقع على بعد ما يقارب 15 كيلومترا (9 أميال) شمال غرب وسط مدينة ميلانو. كما يعبر نهر أولونا وقناة فيلوريسي أراضيها.

## روابط خارجية
- Official website